# Masa Perttilä
Matti Rudolf "Masa" Perttilä (Isokyrö, Regió d'Ostrobòtnia, 21 de gener de 1896 – Isokyrö, 12 de maig de 1968) va ser un lluitador finlandès, especialista en lluita grecoromana, que va competir a començaments del segle xx.
El 1920 va prendre part en els Jocs Olímpics d'Anvers, on va guanyar la medalla de bronze en la competició del pes mitjà del programa de lluita grecoromana.